# Scopula personata
Scopula personata là một loài bướm đêm trong họ Geometridae.